# روب موراي (لاعب هوكي الجليد)
روب موراي هو لاعب هوكي الجليد كندي، ولد في 4 أبريل 1967 في تورونتو في كندا.

## وصلات خارجية
- روب موراي على موقع دوري الهوكي الوطني (الإنجليزية)
- روب موراي على موقع قاعة مشاهير الهوكي (لاعب أن.إتش.أل) (الإنجليزية)
- روب موراي على موقع EliteProspects.com (الإنجليزية)
- روب موراي على موقع HockeyDB.com (الإنجليزية)
- روب موراي على موقع Hockey-Reference.com (الإنجليزية)